# Strava
Strava – strona internetowa i aplikacja na urządzenia mobilne umożliwiająca monitoring dokonań sportowych. Nadzorowana przez firmę o tej samej nazwie z siedzibą w San Francisco, w Kalifornii, założonej przez Marka Gaineya i Michaela Horvatha w 2009 roku. W 2020 roku aplikacja osiągnęła ponad 70 mln użytkowników. Na Stravie można monitorować 37 dyscyplin sportowych.